# Verde rápido
Verde firme, também chamado Fast Green FCF, Food green 3, FD&C Green No. 3, Green 1724, Solid Green FCF, e C.I. 42053, é um corante alimentício verde mar triarilmetano de fórmula química C37H34N2O10S3 (normalmente é encontrado na forma de sal de sódio) e massa molecular 808.9 u.
Sua absorção máxima se dá a 625 nm.
Apresenta solubilidade em água de 16% em peso e em álcool de 0.35%.

## Usos

### Aditivo alimentar
Como aditivo alimentar seu número E é E143.
O verde firme é pouco absorvido pelos intestinos.  Seu uso como corante alimentício é proibido na União Europeia e alguns outros países. Pode ser usado para ervilhas verdes enlatadas e outros vegetais, gelatinas , molhos, peixe, sobremesas, e misturas secas para pães até um nível máximo de 100 mg/kg. 

### Corante biológico
Verde firme é recomendado como um substituinte do verde claro amarelado no corante tricromo de Masson, dado que sua cor é mais brilhante e menos propensa a decair. É usado como um corante quantitativo para histonas em pH alcalino após extração ácida de DNA. É também usado como um corante de proteínas em eletroforese.
É usado nos métodos de coloração de Johansen e Sass, com safranina, para coloração de tecidos vegetais.
É também usado conjuntamente com a safranina para a detecção de cartilagem.
Frequentemente é apresentado como "verde rápido", mas é incorreto. O sentido real é indelével. O verde claro amarelado era usado como corante alimentar, mas exposto à luz, rapidamente se desbota. Já o verde firme resiste. Portanto o sentido de "fast" é o de ser indelével e não rápido.

## Questões médicas
Além das questões já citadas, que levaram a sua proibição em diversos países, são estudados também seus efeitos em eventos sinápticos interneurônios.